# Austinogebia takaoensis
Austinogebia takaoensis is een tienpotigensoort uit de familie van de Upogebiidae. De wetenschappelijke naam van de soort is voor het eerst geldig gepubliceerd in 1995 door Sakai & Türkay.